# 花俏绘画
花俏绘画是十八世纪风俗画的绘画流派，其特点是描绘了日常生活的场景，且具有叙事、想象元素，该术语由艺术评论家和历史学家乔治·韦尔特在1737年创造。
大多数花俏绘画描绘的是儿童或年轻女性，画作通常与真人一般大小或稍小，也有些是带有人物的风景画。这类画中的人物通常比上层阶级的人物更加贴近民生，其特点是拥有一种“做作的纯真”，也有时被色情化。

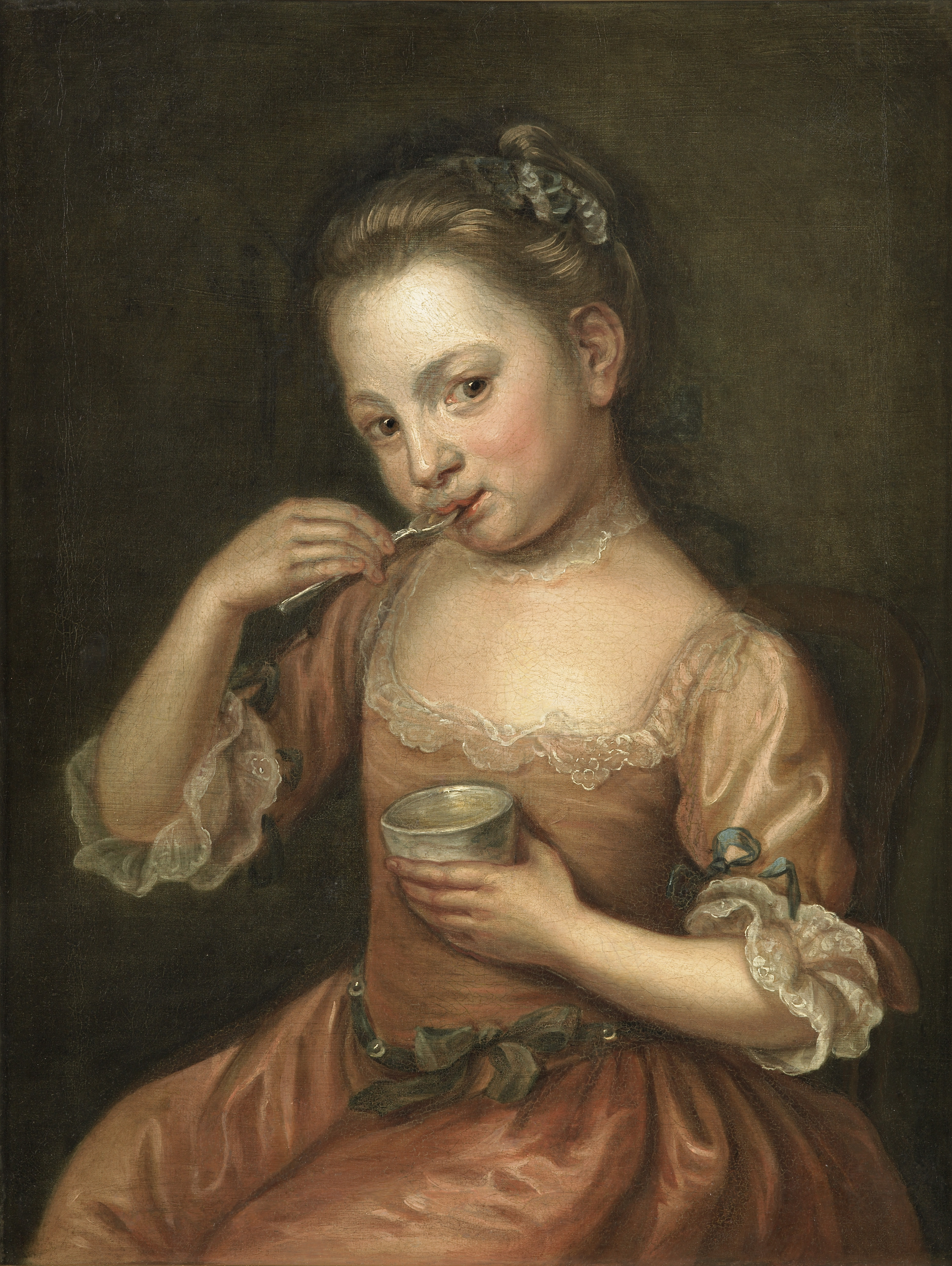
《五感・味覺》，菲利普·梅西耶（1689）

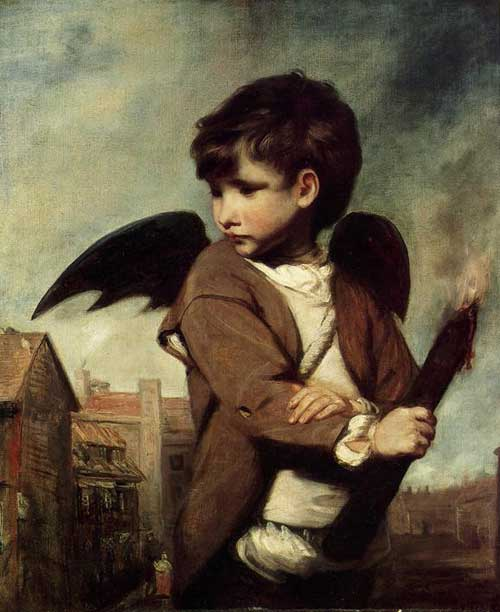
《秉燭夜遊的丘比特》，约书亚・雷诺兹（1773）

## 由来

### 名称

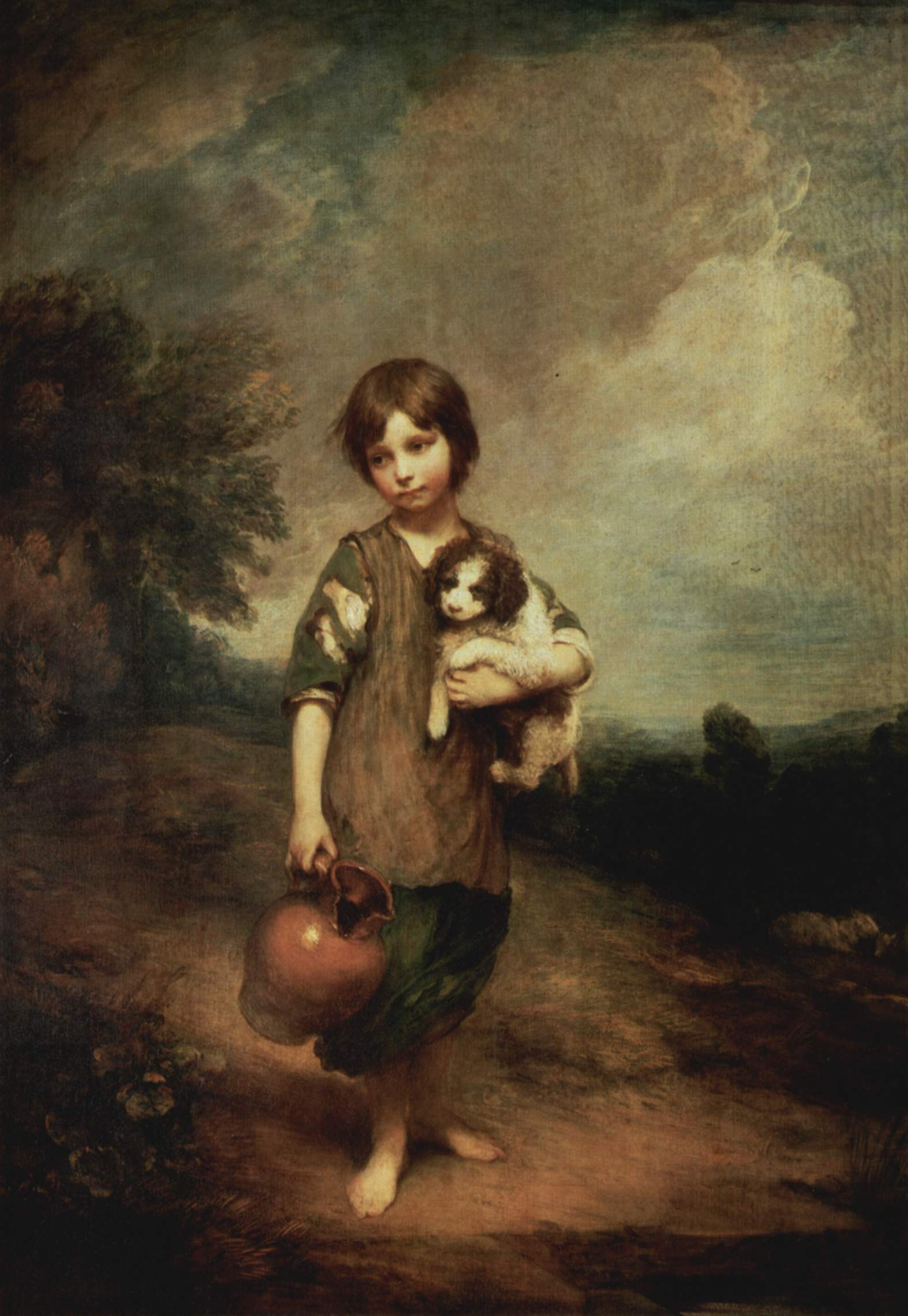
《乡村姑娘和狗与水罐》，托马斯·庚斯博罗（1785）

“花俏绘画”起初只被用来描述菲利普·梅西耶的绘画作品，如《窗口的威尼斯女孩》或《五感》系列。这些有着过多虚构背景和想象元素的画，因为复制品众多，在一时间广为流传。爲了描述这类画，韋爾特使用了 "Fancies（幻想）"一词。 1788年，约书亚・雷诺兹在描述托马斯·庚斯博罗晚年所画的乞丐和乡村儿童时，创造了 "Fancy pictures"一词。同时，雷诺兹自己的画作也多以街头儿童为模特，有着对应的背景故事和复古的标题，如《希望护理着爱》和《维纳斯责骂丘比特》，所以后来该词被衍生为風俗畫的一個流派。

### 灵感
该流派灵感来自伦勃朗和巴托洛梅·牟利羅，并受到18世纪法国作品的影响，特别是夏尔丹和格勒兹。此外，梅西耶也曾受到包括华托在内的欧洲艺术家的影响。

## 影响
18世纪的花俏绘画还包括J.E.米萊的儿童画，如他以小女儿为模特的《第一次布道》和《第二次布道》，这些画作也可看作是维多利亚时期感伤主义的前身。